# WISE J031624.35+430709.1
WISE J031624.35+430709.1是一顆光譜類型為T8的棕矮星，位置在英仙座，距離地球大約106光年 。它是已知的T矮星棕矮星之一。

## 發現
WISE J031624.35+430709.1是梅斯等人於2012年從NASA繞行著地球軌道，口徑40公分（16英寸）的太空望遠鏡，廣域紅外線巡天探測衛星（WISE），所蒐集的資料中找到的。這架望遠鏡從2009年12月一直工作至2011年2月。但刺一發現的論文並未發表。

## 距離
WISE J031624.35+430709.1尚未使用三角視差進行測量。因此，對這個天體的距離只有唯一的，且是間接的估計 －光譜儀（參見附表）。   
WISE J031624.35+430709.1的距離估計
| 來源                               | 視差，mas | 距離，秒差距 | 距離，光年 | 參考資料 |
| ---------------------------------- | --------- | ------------ | ---------- | -------- |
| Kirkpatrick et al. (2012), Table 8 |           | 32.6         | 106.3      | [ 1 ]    |

非三角視差的距離估計使用斜體字標示。最好的估計值使用黑體。